# Am Faochagach
Am Faochagach är ett berg i Storbritannien.   Det ligger i kommunen Highland och riksdelen Skottland, i den norra delen av landet, 700 km norr om huvudstaden London. Toppen på Am Faochagach är 954 meter över havet, eller 365 meter över den omgivande terrängen. Bredden vid basen är 7,7 km.
Terrängen runt Am Faochagach är huvudsakligen kuperad. Trakten runt Am Faochagach är nära nog obefolkad, med mindre än två invånare per kvadratkilometer. Det finns inga samhällen i närheten. Trakten runt Am Faochagach består i huvudsak av gräsmarker.